# Emil Marx
Emil Marx (* 12. Dezember 1895 in Elberfeld; † 18. Juli 1963 in Wuppertal) war ein deutscher Politiker und Landtagsabgeordneter der (CDU).

## Leben und Beruf
Nach dem Schulbesuch absolvierte er eine Ausbildung als Buchdrucker und war bis 1946 als Buchdruckmaschinenmeister beschäftigt. Bis 1933 war Marx Vorsitzender des Gutenberg-Bundes (Christliche Gewerkschaft deutscher Buchdrucker). Ab 1946 war er Geschäftsführer der CDU in Wuppertal.
1945 gehörte er zu den Mitbegründern der CDU in Wuppertal. Von besonderer Bedeutung war hier der 17. August 1945, an dem sich in der Villa Halstenbach neben Marx u. a. der Adenauer-Intimus Robert Pferdmenges und der spätere Bundespräsident Gustav Heinemann trafen. 

## Abgeordneter
Vom 19. Dezember 1946 bis zum 4. Juli 1954 und vom 21. Juli 1958 bis zum 20. Juli 1962 war Marx Mitglied des Landtags des Landes Nordrhein-Westfalen. Er wurde stets in den Wahlkreisen 056 Wuppertal-Ost bzw. 053 Wuppertal I direkt gewählt. Außerdem gehörte er dem Landtag in der 2. Ernennungsperiode an.
Dem Stadtrat der Stadt Wuppertal gehörte er ab Februar 1946 bis Oktober 1946 an.